# Clothilde af Nassau-Merenberg
Clothilde Elisabeth, grevinde af Nassau–Merenberg (født 14. maj 1941 i Wiesbaden, Hessen, Tyskland) er en tysk psykiater. Hendes far var den sidste mandlige (agnatiske) efterkommer af den walramiske linje af Huset Nassau. 
Clothilde er en efterkommer af kejser Aleksandr 2. af Rusland og af den russiske forfatter Aleksandr Sergejevitj Pusjkin.
Clothilde af Merenberg er en efterkommer af fogeder, grever, fyrstelige grever og fyrster fra områderne omkring Mainz og Wiesbaden.
Vilhelm 1. af Nassau, der var forfader til Clotilde af Merenberg, blev Nassau's første regerende hertug fra 1816 til 1839. Før hans tid var Nassau opdelt i flere fyrstendømmer og grevskaber.
Fra 1292 til 1298 var Adolf af Nassau (Clotildes fjerne forfader) konge af det tysk-romerske rige. Blandt Clotildes forfædre er også statsoverhovederne for nogle af de mellemstore tyske stater samt nogle russiske kejsere.
Mellem 1905 og 1912 forsøgte Clothildes farfar forgæves at blive anerkendt som arving til Storhertugdømmet Luxembourg. Den mellemste storhertuglige gren af den walramiske linje af Huset Nassau regerede over Luxembourg fra 1890 til 1964, og grenen uddøde, da den tidligere storhertuginde Charlotte af Luxembourg døde i 1985.
Clothilde af Merenberg nedstammer fra Caroline af Oranien-Nassau-Diez, der var datter af arvestatholder Vilhelm 4. af Oranien og Anne af Storbritannien (1709-1759). I to omgange var Caroline af Oranien-Nassau-Diez Nederlandenes tronfølger, og hun var regentinde (rigsforstander) af Nederlandene fra 1765 til 1766. 
De hollandske konger (mellem 1815 og 1890) nedstammer fra Vilhelm 4. af Oranien. Den ældre kongelige linje af Huset Oranien-Nassau regerede over Holland fra 1815 til 1948, og den uddøde, da den tidligere dronning Vilhelmine af Nederlandene døde i 1962.  

## Forældre
Clothilde af Merenberg er datter af greve Georg af Merenberg (1897–1965) og Elisabeth Anne Müller-Uri (1903-1963).

## Familie
Clothilde af Merenberg var gift med gynækologen junker Enno von Rintelen (1921 – 2013). Den preussiske generalløjtnant Wilhelm von Rintelen (1855 – 1938), der var oldefar til Enno von Rintelen, blev udnævnt til junker af kejser Wilhelm 2. af Tyskland i 1913.
Parret har tre sønner: 
- Alexander Enno von Rintelen (født 1966).

- Nikolaus von Rintelen (født 1970), gift i 2007 med Olivia Minninger (1969), Nikolaus og Olivia har to sønner, der begge blev fødte før forældrenes bryllup.

- Gregor von Rintelen (født 1972), gift i 2002 med Christiane Mathilde zu Bentheim-Tecklenburg-Rheda-Prill (født 1973), Bentheim-Tecklenburg-Rheda er en mediatiseret greveslægt. Gregor og Christiane har en søn og en datter.

## Formandskaber
Clothilde af Merenberg er en efterkommer af den russiske forfatter Aleksandr Sergejevitj Pusjkin, og hun er formand for det tyske Pusjkin-selskab.
Clothilde af Merenberg er også en efterkommer af kejser Aleksandr 2. af Rusland, og hun formand for Herus e.V. - Hessisch-russischer interkultureller Austausch und humanitäre Hilfe. 